# Hoogrendementsketel

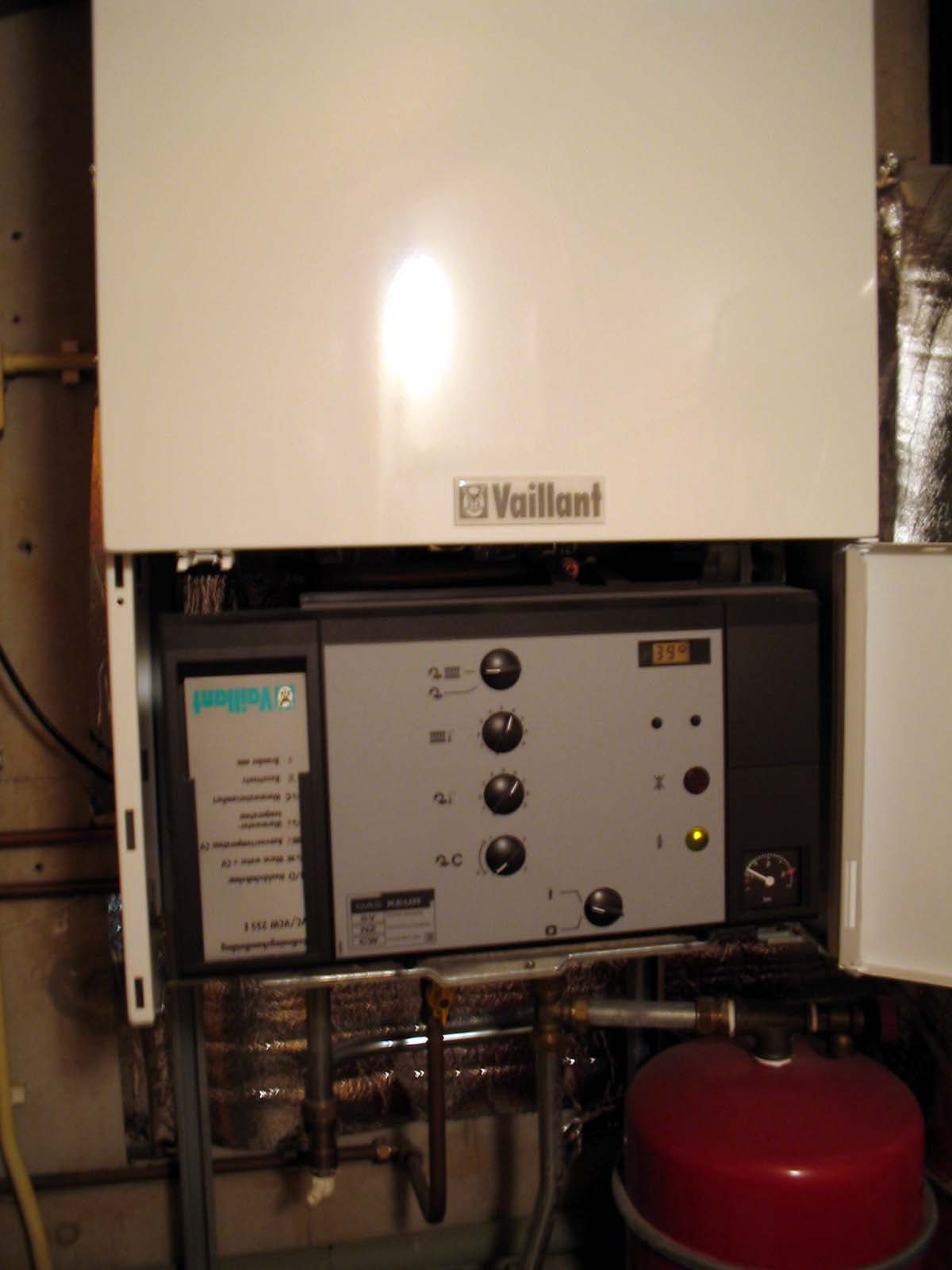
Condensatieketel op aardgas

Een hoogrendementsketel of hr-ketel of rookgascondenserende ketel is een verwarmingsketel op aardgas die ten opzichte van een conventionele gasketel een hoger rendement heeft. Dit wordt gerealiseerd door condensatie van de waterdamp in de rookgassen. Hoogrendementsketels zijn in 1981 door Nefit voor het eerst in Nederland geïntroduceerd.
Het rendement van hr-ketels of rookgascondenserende ketels wordt standaard weergeven in zgn onderste verbrandingswaarde. Zo komt men zogenaamd op een rendement hoger dan 100 % wat echter alleen een  warmtepomp lukt.
Het Gaskeur HR-label verdeelde tot september 2015 hr-ketels in drie categorieën:
1. HR 100, met een rendement van ten minste 100%
2. HR 104, met een rendement van ten minste 104%
3. HR 107, met een rendement van ten minste 107%.

Vanaf september 2015 voerde Gaskeur alleen het begrip hr met daarin een minimumrendementseis die gelijk ligt aan de minimumeis van het ‘oude’ HR107-label.
De theoretische warmtewinst dankzij de condensatie van de waterdamp in de rookgassen bedraagt bij aardgas maximaal 11%.
In de praktijk wordt dit verhoogde rendement meestal niet gehaald. Overal waar uit rookgasafvoeren de witte condenswolken zijn te zien wordt de condensatiewarmte niet benut voor het opwarmen van het retourwater, heel simpel omdat het retourwater vanaf de radiatoren vaak te warm is om de bij de verbranding van het aardgas ontstane waterdamp te condenseren. Te vaak wordt, al dan niet uit onwetendheid, gekozen voor het comfort van hete radiatoren i.p.v. voor waar de relatief dure hr-ketel is aangeschaft. Ook is niet elke hr-combiketel ontworpen om met de ontstane hete waterdamp het op te warmen tapwater voor te verwarmen.

## Werking
Het hoge rendement wordt bereikt door het koude retourwater in een warmtewisselaar voor te verwarmen met de rookgassen zodanig dat een deel van de waterdamp condenseert en daarbij veel warmte overdraagt (2258 kJ/kg).
Hr-ketels moeten vanwege de condensvorming zijn voorzien van een condensafvoer. De hoeveelheid (theoretisch te vormen) condens is afhankelijk van de gebruikte brandstof: 1 m³ (0,7 kg) aardgas geeft ongeveer 1,5 liter condensaat tegen 1 liter condensaat per liter stookolie.

### Beveiliging
Alle hr-toestellen zijn uitgevoerd met een vlambeveiliging waardoor geen gasgebrekbeveiliging meer nodig is. De waakvlam kan alleen aangestoken worden terwijl de vlambeveiliging overbrugd wordt door een knop ingedrukt te houden zolang de thermokoppel nog niet is opgewarmd. Gaat de waakvlam uit dan koelt het thermokoppel af en stopt de gastoevoer naar het toestel. Sinds 1988 zijn de moderne ketels uitgevoerd met een elektronische ontsteking of met een gloeiplug en de beveiliging tegen gas dat niet brandt gebeurt met een ionisatiepen in de vlam geplaatst. Er wordt een kleine spanning op gezet, vlammen geleiden een kleine stroom die door de elektronica wordt gezien en de brander mag blijven branden.

## Rendement, onderwaarde of bovenwaarde
Dat hr-ketels een "rendement" boven 100% kunnen halen is een kwestie van definitie. In Europese richtlijnen worden de verliezen door de afvoer van verbrandingsgassen niet in het rendement meegerekend. Men rekent dus met de zogenaamde onderste verbrandingswaarde. In Nederlands aardgas zit ongeveer 100% verbrandingsenergie en 11% condensatiewarmte. Zo is gerekend is het mogelijk om zogenaamd 111% rendement te halen uit het gas op basis van onderwaarde. Wanneer nu de condensatiewarmte uit de rookgassen wordt benut, zoals in (goed afgestelde) hr-ketels gebeurt, zou men eigenlijk met de bovenste verbrandingswaarde moeten rekenen. Het rendement zou in dat geval onder de 100% blijven steken.
Onderstaande tabel geeft het rendement (bovenwaarde) aan bij verschillende retourwatertemperaturen:
| Retourwatertemperatuur | Rendement hr-ketel | Condensatie |
| ---------------------- | ------------------ | ----------- |
| 60 graden en hoger     | 87 %               | 0 %         |
| 50 graden              | 90 %               | + 3 %       |
| 40 graden              | 95 %               | + 6 %       |
| 30 graden              | 97 %               | + 9 %       |
| 20 graden              | 99 %               | + 10 %      |
| 10 graden              | 100 %              | + 11 %      |

Onderstaande tabel geeft de keurmerken en het bijbehorende minimale rendement weer:
| Rendement op bovenwaarde | Rendement op onderwaarde | Keurmerk oud | Keurmerk na september 2015 |
| ------------------------ | ------------------------ | ------------ | -------------------------- |
| 90%                      | 100%                     | HR100        | n.v.t.                     |
| 94%                      | 104%                     | HR104        | n.v.t.                     |
| 96%                      | 107%                     | HR107        | HR                         |
| 97%                      | 108%                     | ---          | ---                        |
| 98%                      | 109%                     | ---          | ---                        |
| 99%                      | 110%                     | ---          | ---                        |
| 100%                     | 111%                     | ---          | ---                        |

Factoren die het rendement van de ketel ongunstig beïnvloeden, zijn verliezen:
1. door convectie en uitstraling komt de warmte in de directe omgeving van de ketel terecht, in plaats van in de warmwatercirculatie;
2. via de verbrandingsgassen verdwijnt een deel van de warmte in de buitenlucht.
3. een te hoge temperatuur van het retourwater van de radiatoren. Een hr-ketel haalt zijn hogere rendement immers door de condensatiewarmte van de waterdamp in het verbrandingsgas. Maar dan moet de temperatuur van het retourwater van de radiatoren wel lager zijn dan 55 graden. Hoe lager de temperatuur van het retourwater hoe meer waterdamp condenseert en dus hoe hoger het rendement. Bovengenoemde rendementen gelden dan ook bij een retourwatertemperatuur van 35 graden.

## Rendement in de praktijk
Bij een hr-ketel wordt de condensatiewarmte van de waterdamp dat ontstaat bij de verbranding van aardgas benut door het voorverwarmen van het retourwater van de radiatoren. Maar dan moet de temperatuur van het retourwater wel voldoende laag zijn. Dat kan door gebruik te maken van vloerverwarming. In het geval van radiatoren moet de watertemperatuur van de cv voldoende laag zijn ingesteld. De ketel moet voldoende capaciteit hebben of het huis dient zodanig geïsoleerd of verwarmd te worden dat de retourwatertemperatuur voldoende laag blijft. Bijvoorbeeld door gelijkmatig te verwarmen. Ook dienen de kranen van de gebruikte radiatoren zo afgesteld te staan dat van alle gebruikte radiatoren het retourwater gelijktijdig warm wordt (waterzijdig afgesteld te zijn).

## Energielabel
Vanaf 26 september 2015 hebben nieuwe toestellen voor verwarmen en warm water een verplicht energielabel om aan te geven hoe efficiënt ze met energie omgaan.
Het energielabel voor verwarming zoals vermeld op het productetiket loopt van G t/m A++. Het energielabel voor warm water op het productetiket loopt van G t/m A.
Het Europese energielabel A voor verwarming kent een ondergrens van 90% en een bovengrens van 98%. Dit zijn rendementen die gebaseerd zijn op de zogenaamde bovenwaarde van aardgas. Vertaald naar de in Nederland gebruikelijke uitdrukking van de rendementen op onderwaarde is de ondergrens van het A-label 100% en de bovengrens 109%. Hierdoor vallen alle HR100, HR104 en HR107 toestellen onder het A-label voor verwarming.
Ketels kunnen worden verkocht in combinatie met een modulerende thermostaat, een zonneboiler of een tweede verwarmingstoestel zoals een warmtepomp. De energie-efficiëntie van het totale pakket is in dat geval anders dan van de ketel alleen. De fabrikant berekent dan een energielabel voor het totale pakket. Dit energielabel wordt pakketlabel genoemd. Het pakketlabel voor een hr-ketel in combinatie met een aanvullend duurzaam product loopt van G tot A+++.

## Andere hoogrendementssystemen
Alhoewel een conventioneel berekend rendement van 100% het maximaal haalbare lijkt, is een aanzienlijk beter resultaat te boeken door inzet van een warmtepomp.
Zo'n machine werkt de warmte uit een groot reservoir, bijvoorbeeld de buitenlucht of een ondergrondse waterhoudende laag, op tot warmte boven kamertemperatuur.
In een WKK-installatie ontbreekt een warmtepomp, maar wordt de restwarmte van de geëxpandeerde rookgassen direct benut voor ruimteverwarming, terwijl de mechanische energie van de turbine wordt omgezet in elektriciteit.
De hr-ketel ten slotte heeft geen warmtepomp of turbine, maar gebruikt de hete verbrandingsgassen direct voor het verwarmen van koud water. Dit is echter een thermodynamisch onomkeerbaar proces, waarbij bruikbare energie wordt verspild.

## Weersafhankelijke regeling
De meeste condensatieketels zijn uitgerust met een weersafhankelijke regeling. Sommige fabrikanten bieden dit standaard aan, bij andere is dit een optie. Concreet betekent dit, dat op de ketel een buitenvoeler wordt aangesloten. Meestal zijn dit NTC-voelers.
Een thermostatische regeling reageert op de binnentemperatuur. Een weersafhankelijke regeling doet dat niet, maar stuurt de ketel aan op basis van de buitentemperatuur. Als het echt koud is, dan laat deze de brander aangaan totdat een hoge watertemperatuur bereikt is, en bij zacht weer is een lage watertemperatuur voldoende. In beide gevallen stroomt dus continu water met een vaste temperatuur door de leidingen. De hoogte van de watertemperatuur is dus afhankelijk van de hoogte van de buitentemperatuur. Die relatie is lineair, en kan dus in een lijn uitgedrukt worden, de zogenaamde stooklijn. Is de stooklijn goed gekozen, dan zal het bij elke buitentemperatuur binnen even warm worden.
Een weersafhankelijke regeling is alleen zinvol in gebouwen waar geen representatieve referentieruimte voorhanden is. Zo'n regeling maakt daar namelijk geen gebruik van. Dus wanneer veel ruimtes overdag in gebruik zijn door verschillende mensen, met verschillende wensen is een weersafhankelijke regeling een oplossing. In utiliteitsgebouwen wordt er daarom vrijwel altijd gebruik van gemaakt. In de categorie woonhuizen zijn bijvoorbeeld studentenhuizen geschikt. In een doorsnee gezin waar de ouders werken, en de kinderen naar school gaan, is een weersafhankelijke regeling normaal gesproken zinloos. Ze zijn duurder, moeilijker te bedienen, en zijn duurder in gebruik, behalve als ze uitgerust zijn met een optimalisering.
Een combinatie is echter ook mogelijk: weersafhankelijk regelen in combinatie met kamerthermostaat.
In deze combinatie schakelt de kamerthermostaat het verwarmingstoestel in op basis van de gemeten ruimtetemperatuur. Het verwarmingstoestel gaat vervolgens de cv-watertemperatuur maken, berekend aan de hand van de stooklijn.